# Ringfort von Danestown

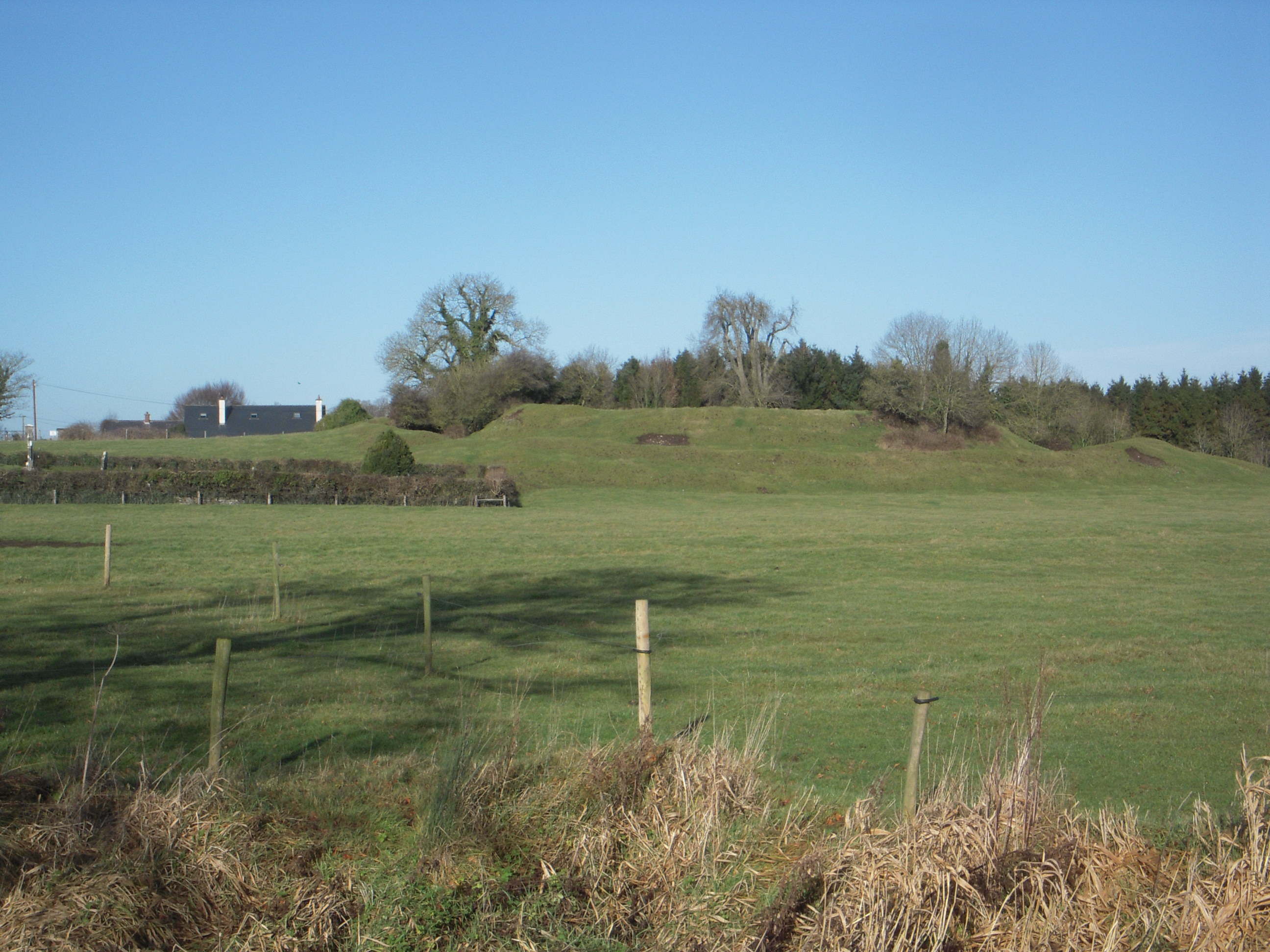
Ringfort von Danestown

Das Ringfort von Danestown (irisch Baile an Dainigh) ist ein Ráth von etwa 50,0 m Durchmesser im County Meath in Irland. Danestown Ringwall ist ein National Monument und liegt etwa 700 m südöstlich von Kentstown im Townland Danestown am Südufer des Nanny, eines Nebenflusses des Boyne.
Die runde, innere erhöhte Plattform ist über vier Meter hoch mit einem umlaufenden tiefen Graben. Der äußere Wall ist über zwei Meter hoch.
In der Nähe liegt Danestown Church ruins und das Ringfort von Realtogue.